# Borut Mačkovšek
Borut Mačkovšek (Izola, 11 de septiembre de 1992) es un jugador de balonmano esloveno que juega como lateral izquierdo en el SC Pick Szeged y en la selección de balonmano de Eslovenia.
Con la selección ha ganado la medalla de bronce en el Campeonato Mundial de Balonmano Masculino de 2017.

## Palmarés

### Celje
- Liga de balonmano de Eslovenia (3) 2010, 2017, 2018
- Copa de Eslovenia de balonmano (5): 2010, 2012, 2013, 2017, 2018

### Veszprém
- Liga húngara de balonmano (1): 2019
- Liga SEHA (1): 2020

### Pick Szeged
- Liga húngara de balonmano (2): 2021, 2022

## Clubes
- RK Celje (2009-2010)
- RK Maribor Branik (2010-2011)
- RK Celje (2011-2013)
- Al-Sadd (2013)
- TSV Hannover-Burgdorf (2014)[5]
- HC Dinamo Minsk (2014)[6]
- RK Celje (2014)[7]
- Montpellier HB (2014-2015)
- ThSV Eisenach (2015-2016)
- RK Celje (2016-2018)
- MKB Veszprém (2018-2020)
- SC Pick Szeged (2020- )